# Гитар арт фестивал
Guitar art festival (срп. Фестивал гитарске уметности) основан је 2000. године и од свог постојања представља професионалну и стручну манифестацију. Кроз историју свог постојања, на овај фестивал су долазили најбољи класични гитаристи и остале врсте гитариста, као што је Пако де Лусија и Влатко Стефановски. На фестивалу су често у улози гостију или учесника и ученици основних и средњих музичких школа као и њихови професори.
Главни циљ овог пројекта је размена искуства између уметника, као и упознавање са светским и домаћим токовима у овој области музичког ствралаштва. Наравно, доста учесника на овај начин остварује и одличну концертну праксу.

## Издаваштво и промотивне активности
Специјална активност фестивала је издаваштво. Пред сваки нови фестивал се издаје компилација са најбољим снимцима са претходног фестивала. Планира се да се овај вид издаваштва популаризује и ван граница Србије. Уз издање на компакт-диску, сваке године се издаје и књига која детаљно представља ученсике и друга достигнућа фестивала.